# 서니 존슨
서니 존슨(Sunny Johnson, 1953년 9월 21일 ~ 1984년 6월 19일)은 미국의 배우, 텔레비전 배우, 영화배우이다.
베이커즈필드에서 태어났으며 로스앤젤레스에서 사망하였다.

## 영화
- 플래시댄스 (1983년) - 지니 자보 역
- 더 나잇 더 라이츠 웬트 아웃 인 조지아 (1981년)
- 애니멀 하우스의 악동들 (1978년)